# 잘츠부르크 박물관
잘츠부르크 박물관(Salzburg Museum)은 오스트리아 잘츠부르크에 있는 박물관이다.